# قصيرات القرن
قصار القرون أو رتيبة براشيسيرا أو قصيرة القرون أو ذوات القرون ال لقصيرة (الاسم العلمي: Brachycera) هي رتيبة من الحشرات تتبع طائفة الحشرات من شعبة المفصليات الأرجل.

## التصنيف
تضم هذه الرتيبة خمسة مجموعات تصنيفية التي تضم عدد كبير من فيالق الذباب:
- تحت رتبة ذبابيات منزلية (الاسم العلمي: Muscomorpha)
  - ذوات القلنسوة
    - فيلق ذباب منزلي (الاسم العلمي: Muscoidea)
    - فيلق نبراوات (الاسم العلمي: Oestroidea)
    - فيلق ذباب شعراوي وأشباهه (الاسم العلمي: Hippoboscoidea)

  - عديمات القلنسوة
    - فيلق ذباب مسطح الأرجل (الاسم العلمي: Platypezoidea)
    - فيلق ذباب رمحي الأجنحة (الاسم العلمي: Lonchopteroidea)
    - فيلق ذباب حوام (الاسم العلمي: Syrphoidea)
    - فيلق ذباب الصبار (الاسم العلمي: Nerioidea)
    - فيلق ذباب ساقي العينين (الاسم العلمي: Diopsoidea)
    - فيلق ذباب سميك الرأس (الاسم العلمي: Conopoidea)
    - فيلق ذباب الفاكهة (الاسم العلمي: Tephritoidea)
    - فيلق ذباب اللوكسانيا (الاسم العلمي: Lauxanioidea)
    - فيلق ذباب المستنقعات (الاسم العلمي: Sciomyzoidea)
    - فيلق ذباب الحبوب (الاسم العلمي: Opomyzoidea)
    - فيلق ذباب لحمي (الاسم العلمي: Carnoidea)
    - فيلق ذباب الروث الصغير وأشباهه (الاسم العلمي: Sphaeroceroidea)
    - فيلق ذبابيات الشواطئ (الاسم العلمي: Ephydroidea)

- تحت رتبة ذبابيات جندية (الاسم العلمي: Stratiomyomorpha)
  -     - فصيلة ذبابية خشبية (الاسم العلمي: Panthophthalmidae)
    - فصيلة ذبابية جندية خشبية (الاسم العلمي: Xylomyidae)
    - فصيلة ذبابية جندية (الاسم العلمي: Stratiomyidae)

- تحت رتبة نعريات الشكل (الاسم العلمي: Tabanomorpha)
  - فيلق نعرينات (الاسم العلمي: Tabanoidea)
  - فيلق ذباب مخرزي (الاسم العلمي: Xylophagoidea)
  - فيلق ذباب متشابك العروق (الاسم العلمي: Nemestrinoidea)

- تحت رتبة ذبابيات سارقة (الاسم العلمي: Asilomorpha)
  - فيلق ذباب سارق (الاسم العلمي: Asiloidea)
  - فيلق ذباب راقص (الاسم العلمي: Empidoidea)

- تحت رتبة ذبابيات زنجفرية (الاسم العلمي: Vermileonomorpha)
  -     - فصيلة ذبابية زنجفرية (الاسم العلمي: Vermileonidae)